# 9 Mois ferme
Pour les articles homonymes, voir Neuf Mois.
Pour plus de détails, voir Fiche technique et Distribution.
9 Mois ferme est un film français réalisé par Albert Dupontel, sorti en 2013.

## Synopsis
Ariane Felder, juge quadragénaire un peu coincée, célibataire, est totalement réticente à l'idée de fréquenter des hommes. Lors du réveillon du jour de l'an 2013, fortement incitée par ses collègues de travail, elle boit plus que de raison et perd le contrôle d'elle-même.
Six mois après, Ariane découvre qu'elle est enceinte. Ne connaissant pas l'identité du père, elle pense d'abord qu'il s'agit du juge De Bernard, un confrère entreprenant et trop mielleux avec elle. Elle mène l'enquête, tant en faisant faire un test de paternité à partir d'un échantillon récupéré sur De Bernard qu'en visionnant les enregistrements de surveillance pour retracer son errance la nuit du nouvel an, et découvre stupéfaite que le père de son enfant n'est autre que Robert Nolan, alias « Bob Nolan », amateur de prostituées et cambrioleur multi récidiviste, présentement accusé d'avoir découpé les quatre membres d'un vieillard lorsque celui-ci l'avait surpris en plein cambriolage et de lui avoir dévoré les yeux.
Bob Nolan, incarcéré, semble reconnaître la juge lors d'un entretien avec elle, ignorant toujours que l'enfant qu'elle porte est de lui. Plus tard, il s'enfuit de prison et s'introduit chez elle : il la surprend en train de tenter un avortement « criminel » en chutant volontairement sur le ventre depuis un empilement de meubles, et la rattrape in extremis, non sans qu'elle s'assomme. Le lendemain, à son réveil, il lui propose alors un marché : il ne révélera rien de cette nuit d'écart si elle l'aide à démontrer qu'il n'est pas le mangeur d'yeux barbare qui fait la une des journaux du monde entier.
Séquestrée malgré elle par Bob, elle se plonge dans l'étude du dossier judiciaire, récupéré dans le bureau de De Bernard, espérant trouver un angle de défense. Bob, sceptique face aux charges qui pèsent contre lui, imagine divers scénarios alternatifs, suggérant que le vieillard aurait pu être victime d’un accident domestique ou s’être infligé ces sévices lui-même dans un moment de démence.
Alors qu'Ariane va ouvrir à un policier qui lui prévient que Bob a été repéré dans le quartier, ce dernier trouve le test de paternité. Il décide peu après de partir, et est arrêté peu après. Trois mois plus tard, alors qu'Ariane a été promue, s'ouvre le procès de Bob, qui est défendu par Maître Trolos, un avocat incompétent dont la plaidoirie chaotique ne fait qu’aggraver son cas.
Au moment où le verdict s'apprête à être rendu, Ariane fait irruption dans la salle et demande à témoigner. Devant l'assemblée médusée, elle révèle qu’elle était avec l’accusé au moment des faits, utilisant sa grossesse comme preuve et lui fournissant ainsi un alibi irréfutable. Peu après avoir rendu son témoignage, elle s'évanouit du fait de son état.
Le vieillard parvient finalement à identifier son véritable agresseur parmi plusieurs suspects, conduisant à l'acquittement de Bob et à sa réinsertion. Cependant, son intervention jugée scandaleuse ayant mis en cause son impartialité en tant que magistrate, Ariane est rétrogradée par le Conseil de la Magistrature et est décidé sa mutation dans une autre ville. Un soir, peu avant son déménagement, elle aperçoit de la lumière dans son appartement encombré de cartons : c'est Bob, qui s'est introduit en douce pour voir son enfant. Ariane le rejoint, et tous deux entament des négociations sur le prénom du bébé.

## Fiche technique
- Titre : 9 Mois ferme
- Titre provisoire : La Juge et l'Homme[1]
- Titre international : 9 Month Stretch
- Réalisation, scénario et dialogues : Albert Dupontel, avec l'aide de Laurent Turner, Héctor Cabello Reyes et Olivier Demangel
- Musique : Christophe Julien
- Photographie : Vincent Mathias
- Décors : Pierre Quefféléan
- Son : Jean Minondo
- Costumes : Mimi Lempicka et Marine Demoury
- Montage : Christophe Pinel et Carlos Pinto
- Production : Catherine Bozorgan et Albert Dupontel
  - Coproduction : Julien Deris, Franck Elbase, David Gauquié, Éric Hannezo, Nicolas Lesage et Etienne Mallet
- Sociétés de productions : Manchester Films, ADCB Films, Stadenn Prod, Wild Bunch, France 2 Cinéma, JD Prod, Black Dynamite Films et Cinéfrance 1888
  - Participations à la production : France Télévisions, Canal+, Ciné+ et La Banque Postale Image 6
- Sociétés de distribution : Wild Bunch (France)
- Budget : 7,12 millions d'euros[2]
- Pays de production :  France
- Langue originale : français
- Format : couleur — 2,35:1 — son Dolby Digital
- Genre : comédie
- Durée : 82 minutes
- Dates de sortie[3] :
  - France : 16 octobre 2013

## Distribution

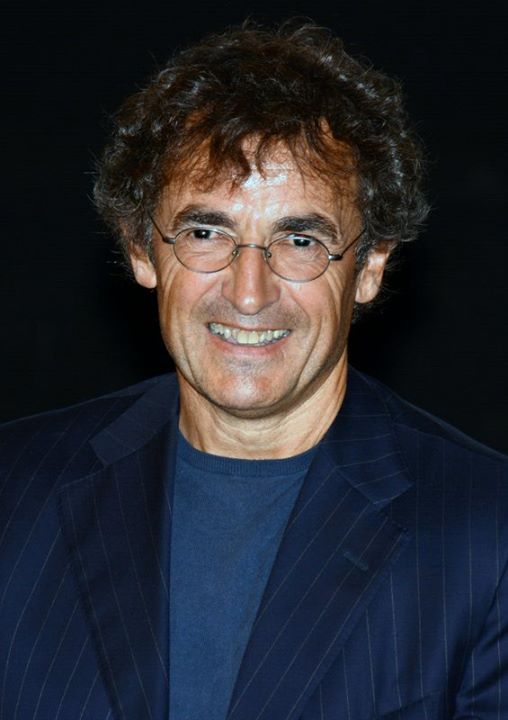
Albert Dupontel à l'avant-première parisienne du film en 2013.

- Sandrine Kiberlain : Ariane Felder
- Albert Dupontel : Robert Nolan
- Philippe Uchan : le juge Godefroy De Bernard
- Nicolas Marié : Me Trolos
- Bouli Lanners : le policier affecté à la vidéosurveillance
- Gilles Gaston-Dreyfus : Monsieur De Lime
- Christian Hecq : le lieutenant Édouard
- Philippe Duquesne : Dr Toulate
- Michel Fau : le gynécologue
- Yolande Moreau : la mère de Bob
- Jean Dujardin (caméo) : le traducteur pour malentendants
- Terry Gilliam : Charles Meatson, le « Famous Man-Eater »
- Ray Cooper : le journaliste de CNN
- Gaspar Noé : un détenu chauve
- Jan Kounen : un autre détenu chauve
- John Arnold : Avocat d'un prévenu
- Alex Fondja : prévenu dans une affaire d'agression physique de sa femme
- Babetida Sadjo : femme agressée, blessée contre un lavabo
- Tranquillo Cimenti : M. Beymet
- Laure Calamy : Daisy, la collègue d'Ariane
- Christophe Pinel : un journaliste
- Marie-Philomène Nga : femme d'un couple qui se dispute
- David Marsais : fêtard du 31 décembre (0:04:46)
- Grégoire Ludig : fêtard du 31 décembre (0:04:46)
- Jacques Mateu : le psychiatre

.

## Production

### Lieux de tournage
Sauf indication contraire, les informations mentionnées dans cette section peuvent être confirmées par le générique de fin de l'œuvre audiovisuelle présentée ici, ainsi que par la base de données cinématographiques IMDb,  présente dans la section « Liens externes ».
- Paris :
  - 1re arrondissement : palais de Justice, place Dauphine, rue de Harlay[4] (quand Ariane titube, ivre)
  - 4e arrondissement
  - 5e arrondissement : Université Paris-Sorbonne
  - 9e arrondissement
  - 12e arrondissement
  - 17e arrondissement : à l'hôtel Fortuny, 9 rue Fortuny[5], École Sainte Marie des Batignolles
  - 18e arrondissement :
- Rueil-Malmaison : Golf Blue Green
- Stains : Studios SETS
- Le Vésinet

## Bande originale
Camille interprète 9 Mois ferme, la chanson du générique de fin.
Alessandro Alessandroni fonde en 1961 I Cantori Moderni, un chœur à huit voix. C'est ce groupe vocal que l'on entend chanter sur la chanson Samoa Tamure (Samoa Tamouré) composée par Armando Trovajoli et Mario Cantini pour la bande-originale du film I Mostri (Les Monstres) réalisé par Dino Risi en 1963. Cette chanson aux sonorités polynésiennes illustre la scène du bal du Réveillon de la Saint-Sylvestre de 9 Mois ferme.
On retrouve également la chanson Gaiety and Charm également écrite par Armando Trovajoli parmi les musiques additionnelles.

## Accueil

### Accueil critique
En France, le site Allociné propose une note moyenne de 4,1⁄5 à partir de l'interprétation de critiques provenant de 26 titres de presse.

### Box-office

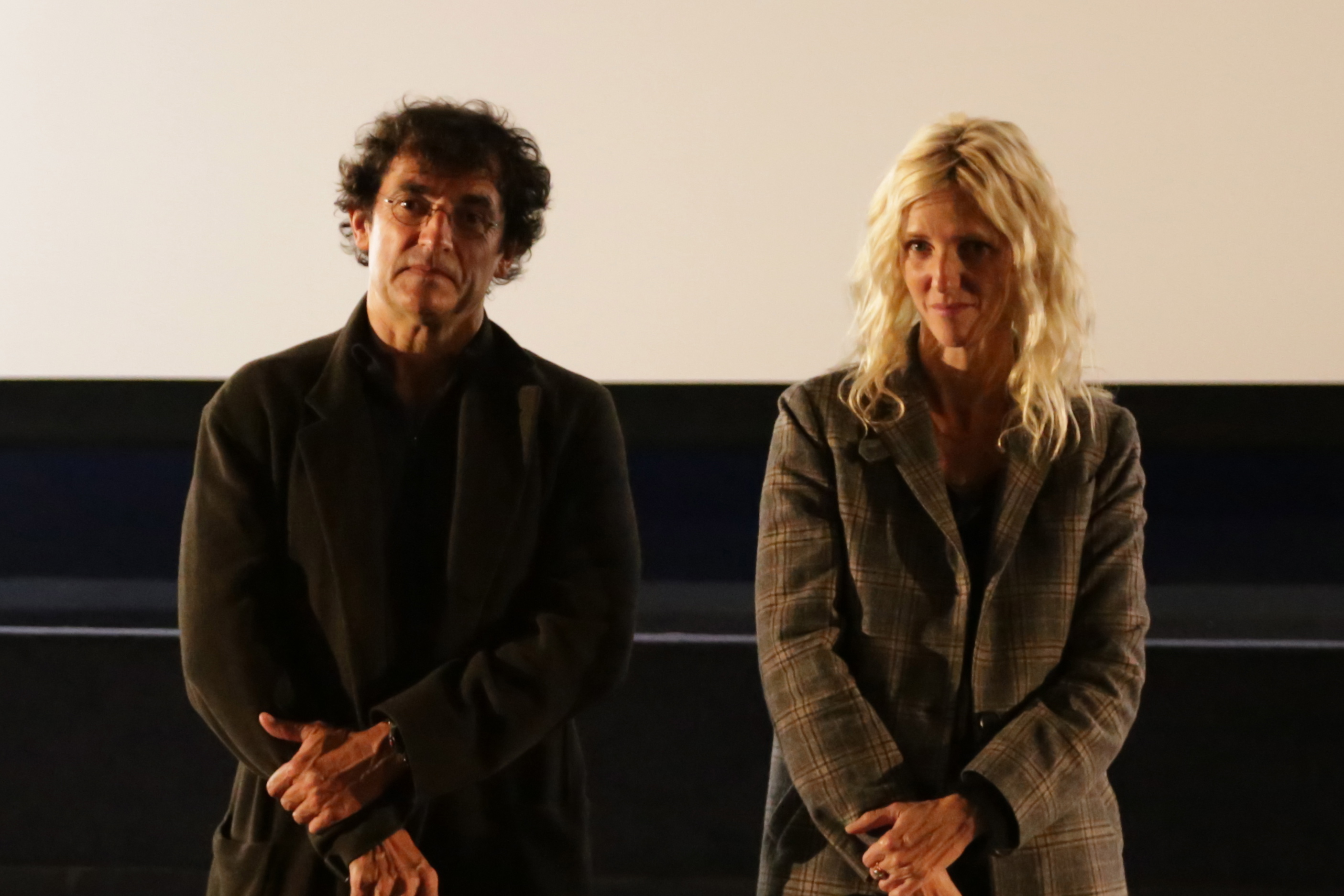
Albert Dupontel et Sandrine Kiberlain à une avant-première du film, le 17 septembre 2013 à Lyon.

- France : 2 070 776 entrées[9] (36 semaines à l'affiche)
- Suisse : 19 919 entrées[10]
- Europe : 105 188 entrées[11] (Suisse inclus - hors France)
- En valeur -  France,  Maghreb et  Monaco : 17 170 294$[12]
- Monde : 17 891 858 $[13]

## Distinctions

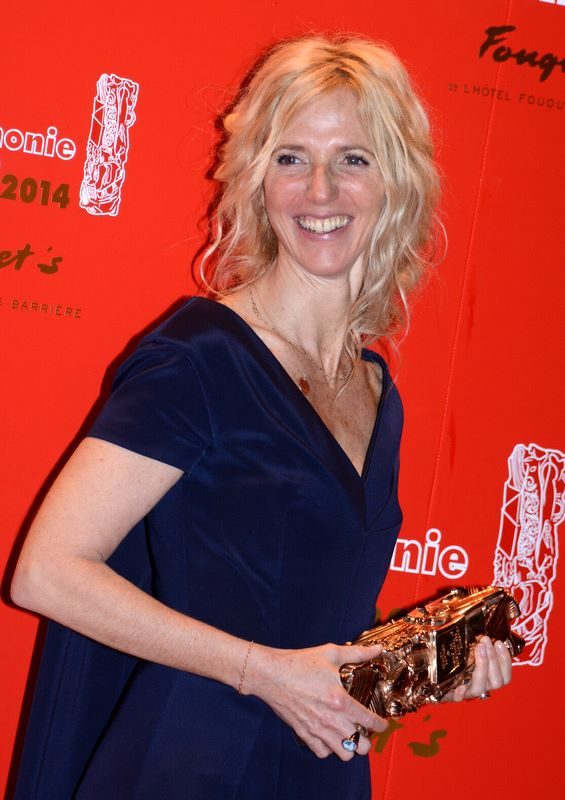
Sandrine Kiberlain remporte le césar de la meilleure actrice.

### Récompenses
- Césars 2014 : 
  - Meilleure actrice pour Sandrine Kiberlain
  - Meilleur scénario original pour Albert Dupontel
- Étoiles d'or de la presse du cinéma français 2014 : Meilleur scénario[14]
- Globes de cristal 2014 : meilleur film

### Nominations
- Prix Louis-Delluc 2013 : Prix Louis Delluc[15]
- Prix Lumières 2014 : meilleur film, meilleur réalisateur, meilleur scénario original, meilleure actrice
- Globes de cristal 2014 : meilleur réalisateur, meilleur acteur et meilleure actrice
- Césars 2014 :
  - Meilleur film
  - Meilleur réalisateur pour Albert Dupontel
  - Meilleur acteur pour Albert Dupontel
  - Meilleur montage pour Christophe Pinel

## Analyse

### Erreurs et incohérences
Au début du film, pendant la scène accélérée qui permet de faire un bond temporel de six mois après la fête du nouvel an 2013, la date affichée est 12/06/2012. C'est une erreur d'année puisqu'elle devrait être juin 2013.

### Autour du film

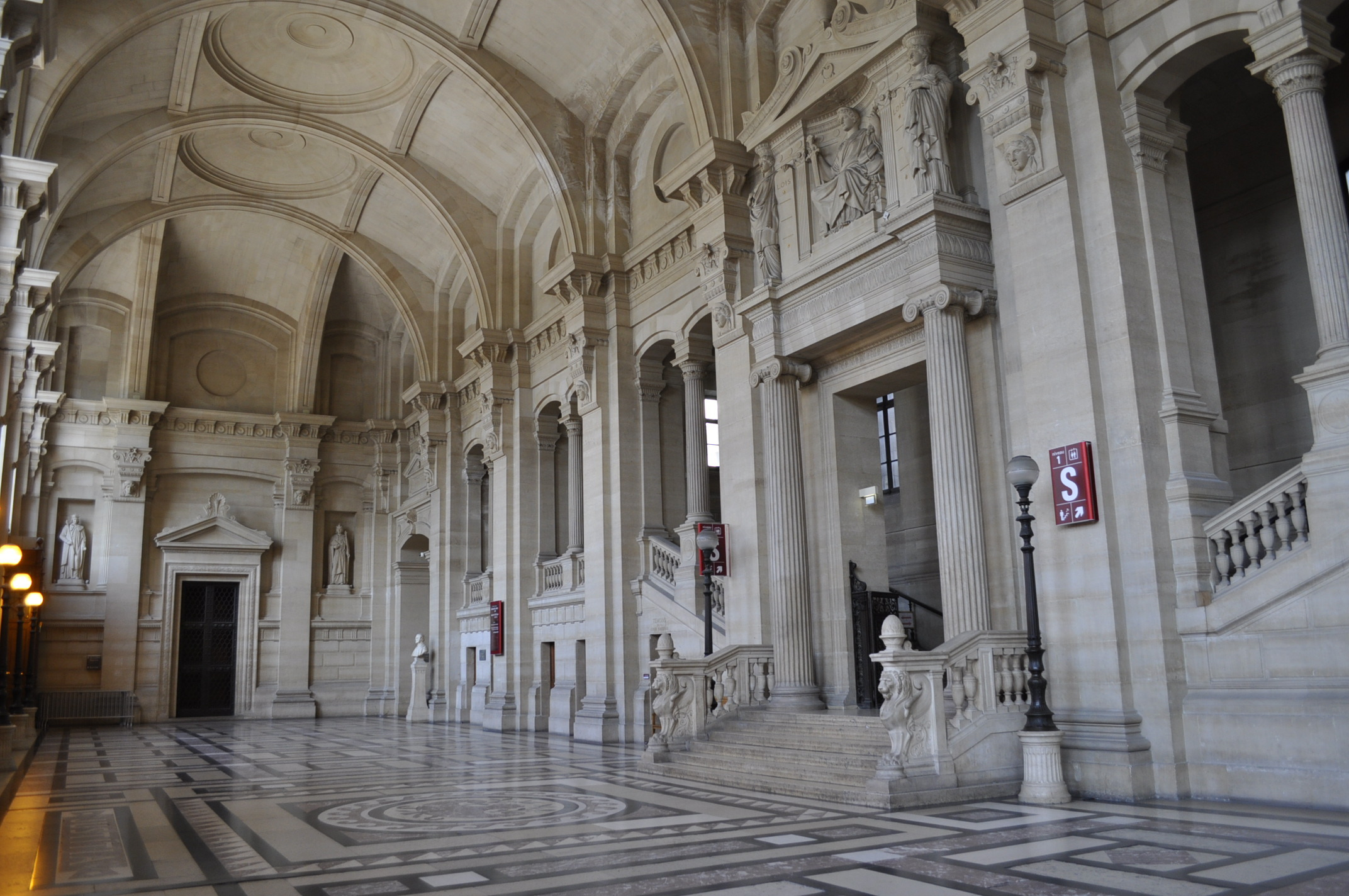
Le film a été en partie tourné au palais de justice de Paris (photo : le vestibule de Harlay où a lieu le réveillon du 31).

Le sujet du film a été inspiré par 10e chambre, instants d'audience. La juge Michèle Bernard-Requin, qui apparaît dans ce documentaire de Raymond Depardon, joue le rôle de la présidente de la cour d'assises, fonction qu'elle a réellement exercée, lors du procès de Bob Nolan.
Lors de l'avant-première du film, le réalisateur précise que ce film lui a nécessité 18 mois d'écriture, 7 semaines de tournage et 7 mois de montage. Il n'imaginait pas également que certains détails du film allaient être tout de suite remarqués par le public (prestation de Ray Cooper lors du JT).
Initialement, Albert Dupontel souhaitait tourner le film en anglais, et avait proposé le rôle d'Ariane Felder à Emma Thompson.
Le nom du médecin légiste, Toulate (Too late), a été choisi dans cette optique. Le prénom d'Ariane a été choisi en référence au personnage mythologique du même nom, le personnage joué par Sandrine Kiberlain semblant avoir perdu le fil. Le nom de famille de Me Trolos signifie bègue en grec ancien.